# Ernest Beauguitte
Ernest Beauguitte, né le 27 août 1869 à Rarécourt et mort le 20 juin 1935 à Stenay, est un haut-fonctionnaire et écrivain français.

## Biographie
Ernest Beauguitte a été chef de Cabinet du ministre de l'agriculture Joseph-Honoré Ricard. Il est lauréat de l'Académie française en 1905. Il est gérant de La Dépêche meusienne dans les années 1930.
Il est le père de André Beauguitte.

## Distinctions
- Officier d'académie
- Chevalier de l'ordre du Mérite agricole
- Officier de la Légion d'honneur (1926)
- chevalier du Nichan

## Publications
- L'Âme meusienne  (préf. André Theuriet), Paris, A. Lemerre, 1904, 286 p.Prix Montyon 1905.
- Notre Meuse, Paris, A. Lemerre, 1911, 306 p.
- Vauquois, Paris, Berger-Levrault, 1921, 119 p.